# Willem de Perponcher Sedlnitzky

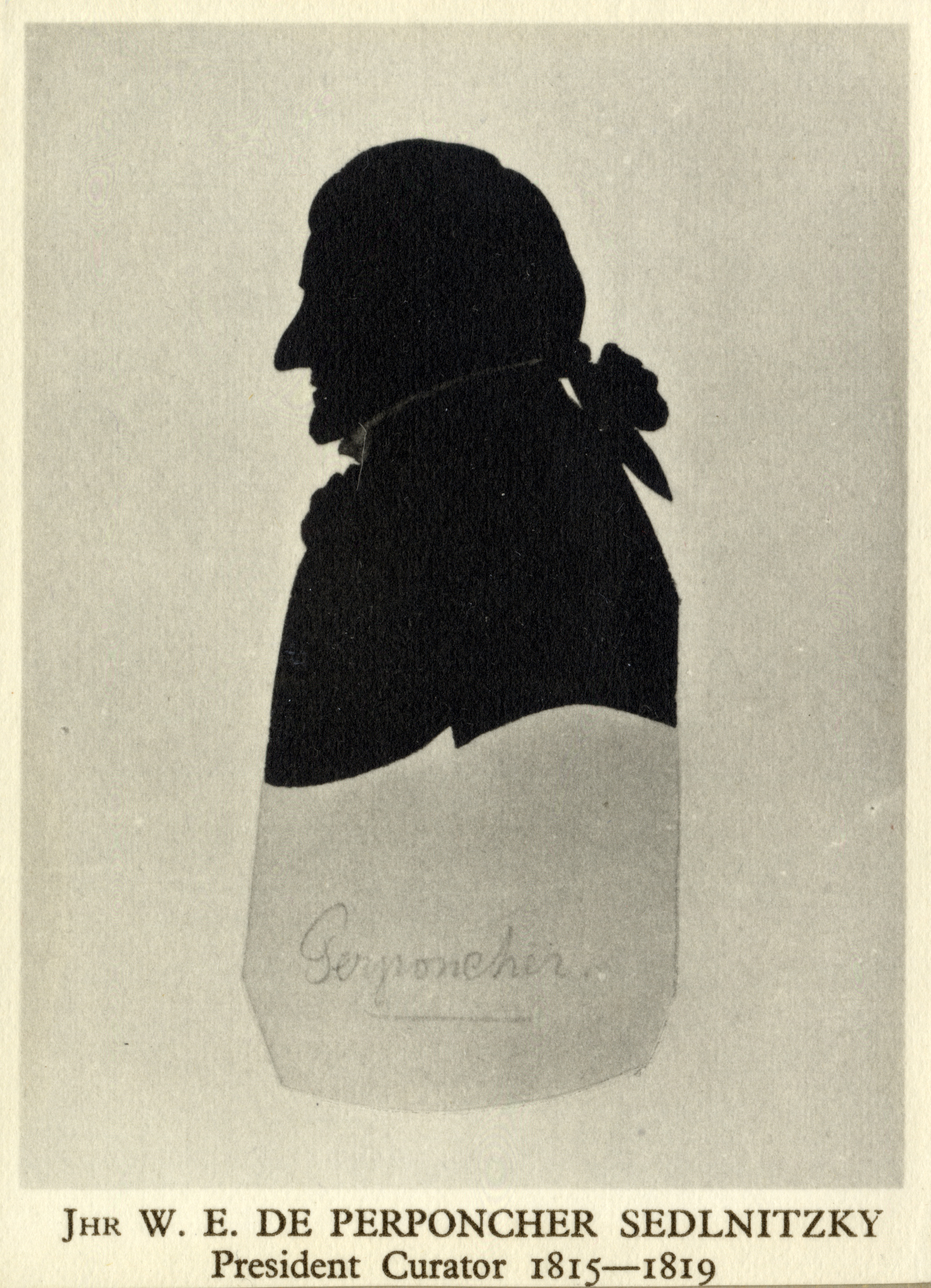
Willem de Perponcher Sedlnitzky

Jhr. Willem Emmery de Perponcher Sedlnitzky, heer van Wolphaartsdijk, enz. (’s-Gravenhage, 16 april 1741 – Utrecht, 25 juni 1819) was een Nederlands edelman, filosoof en politicus.

## Familie
De Perponcher, lid van de familie De Perponcher Sedlnitsky, was een zoon van mr. Jacobus Arnoldus (Arent) de Perponcher Sedlnitsky (1692-1771), president van het Hof van Brabant, en van Jacoba Maria van Wassenaer (1707-1767). Hij trouwde in 1773 met Agnes Clara Voet van Winssen (1752-1803); uit dit huwelijk werden zes kinderen van wie alleen twee dochters de volwassen leeftijd bereikten. Hij was een oom van onder anderen Hendrik George de Perponcher Sedlnitsky (1771-1856) en van Willem Karel de Perponcher (1775-1857)

## Leven en werk
Jhr. mr. De Perponcher Sedlnitzky studeerde rechten aan de Universiteit van Utrecht en op 20 juni 1765 promoveerde hij op het dissertatie De origine dynastiarum Hollandiae. Hij begon zijn carrière als lid van de vroedschap van Utrecht. Later werd hij lid van de Staten van Utrecht, lid van het college van Geëligeerden en kanunnik van de Dom. 
Hij heeft 46 publicaties op zijn naam staan en alle publicaties, met uitzondering van zijn proefschrift, hadden betrekking op poëzie, filosofie en theologie. De Perponcher Sedlnitzky vertaalde buitenlandse gedichten naar het Nederlands. Na 1795 hield hij zich intensief bezig met religieuze onderwerpen. Hierin toonde hij zich onmiskenbaar een vertegenwoordiger van de Nederlandse Verlichting.
Op 28 augustus 1814  werd De Perponcher Sedlnitzky benoemd tot lid van de Ridderschap van Utrecht en werd tevens lid van de Provinciale Staten van Utrecht en van de Gedeputeerde Staten. In 1815 werd hij ook aangesteld als president-curator van de Universiteit van Utrecht. 
- Bibliothèque nationale de France: cb10693730n (data)
- Biografisch Portaal: 02238085
- Digitale Bibliotheek voor de Nederlandse Letteren: perp002
- Gemeinsame Normdatei: 1055125019
- International Standard Name Identifier: 0000 0001 1867 452X
- Library of Congress Control Number: n93076336
- Nederlandse Thesaurus van Auteursnamen: 070065780
- Virtual International Authority File: 63996393
- WorldCat: E39PBJmxQH8CJx8tx7xqqqt9Xd